# Мария Анна фон Пфалц-Цвайбрюкен
Мария Анна фон Пфалц-Цвайбрюкен-Биркенфелд-Бишвайлер (на немски: Maria Anna von Pfalc-Zweibrücken-Birkenfeld-Bischweiler; * 18 юли 1753, Швецинген; † 4 февруари 1827, Бамберг) от фамилията Вителсбахи, е пфалцграфиня на Пфалц-Цвайбрюкен-Биркенфелд-Бишвайлер и чрез женитба херцогиня на Бавария.

## Биография
Тя е втората дъщеря на пфалцграф Фридрих-Михаел фон Пфалц-Цвайбрюкен (1724 – 1767) и съпругата му Мария-Франциска фон Зулцбах (1724 – 1794), дъщеря на принц Йозеф Карл от Пфалц-Зулцбах. Сестра е на баварския крал Максимилиан I Йозеф и на Амалия, първата кралица на Саксония.
Мария Анна се омъжва на 30 януари 1780 г. в Манхайм за Вилхелм Баварски (1752 – 1837), пфалцграф и херцог на Гелнхаузен, първият херцог в Бавария. Те имат децата:
- син (*/† 6 май 1782), пфалцграф на Биркенфелд-Гелнхаузен
- Мария Елизабет Франциска (1784 – 1849)

∞ 1808 g. маршал Луи Бертие (1753 – 1815), херцог на Ваграм
- Пий Август (1786 – 1837), херцог в Бавария

∞ 1807 принцеса Амалия Луиза фон Аренберг (1789 – 1823), родители на Максимилиан Йозеф, бащата на Елизабет Баварска, императрица на Австрия.